# 遠国奉行
遠国奉行（おんごくぶぎょう）は、江戸幕府の役職の一つ。江戸以外の幕府直轄領（御料（幕領・天領））のうち重要な場所に置かれ、その土地の政務をとりあつかった奉行。役方に分類される。遠国奉行首座は長崎奉行。

## 概要

### 役職
遠国奉行は、幕末時点では京都町奉行・大坂町奉行・駿府町奉行の各町奉行と、長崎奉行・伏見奉行・山田奉行・日光奉行・奈良奉行・堺奉行・佐渡奉行・浦賀奉行・下田奉行・新潟奉行・箱館奉行・神奈川奉行・兵庫奉行の各奉行の総称である。
伏見奉行は大名から、他は旗本から任ぜられた。
老中の支配下で、芙蓉間詰諸大夫役。役高は1,000石から2,000石と任地により異なり、役料が支給されることもあった。
遠国奉行の管轄地を奉行知行所と呼ぶ。

### 明治政府
慶応4年（1868年）に江戸幕府が倒れると、同年1月から4月にかけて、明治政府によって長崎・京都・大阪・佐渡・新潟・箱館・神奈川・兵庫に裁判所が置かれた。各裁判所は5月から9月にかけて府に改組された（ただし佐渡・兵庫は県）。なお山田・奈良には裁判所を経ずに度会府・奈良県が設置された。また江戸には7月に江戸府が置かれ、9月に東京府に改称している。
明治2年（1869年）7月17日、府の名称は東京府・大阪府・京都府に限るとした太政官布告により、長崎府・度会府・奈良府（奈良県より改称）・新潟府（越後府より改称）・箱館府・神奈川府は県に改称された。そのうち長崎・京都・大阪・奈良（一時的に堺県に編入）・新潟・神奈川・兵庫の各府県は現在も存続しており、遠国奉行が事実上の前身に当たると言える。

## 遠国奉行の一覧
松前奉行までは幕末時点での序列順。後身は管轄地域を基準としたものであり、行政機関としての後身ではないものもある。
| 名称       | 設置               | 廃止               | 後身                  | 備考 |
| ---------- | ------------------ | ------------------ | --------------------- | --- |
| 長崎奉行   | 慶長8年（1603年）  | 慶応3年（1867年）  | 長崎裁判所            | 遠国奉行首座。 |
| 京都町奉行 | 寛文8年（1669年）  | 慶応3年（1867年）  | 京都裁判所 大津裁判所 | |
| 大坂町奉行 | 元和5年（1619年）  | 慶応3年（1867年）  | 大坂裁判所            | |
| 伏見奉行   | 寛文6年（1666年）  | 慶応3年（1867年）  | 京都町奉行（統合）    | 伏見および周辺8村、木津川の船舶の取り締まりを管轄。                                                                                     |
| 山田奉行   | 慶長8年（1603年）  | 慶応4年（1868年）  | 度会府                | |
| 日光奉行   | 元禄13年（1700年） | 慶応4年（1868年）  | 真岡知県事（編入）    | 東照宮・大猷院廟（徳川家光の廟）の経営、日光三山の年中行事などを管轄。寛政3年（1791年）以降は日光目代の職権を兼務し、日光領を直接支配。 |
| 奈良奉行   | 慶長18年（1613年） | 慶応4年（1868年）  | 奈良県                | 京都所司代の指揮下で奈良の町政および寺社を管轄。                                                                                        |
| 堺奉行     | 慶長5年（1600年）  | 元禄9年（1696年）  | 大坂町奉行（統合）    | |
| 堺奉行     | 元禄15年（1702年） | 慶応2年（1867年）  | 堺県                  | 再置。行政機関としての後身は大坂町奉行。                                                                                                |
| 駿府町奉行 | 寛永9年（1632年）  | 慶応4年（1868年）  | 府中藩                | 下記参照。廃止時期あり。 |
| 佐渡奉行   | 慶長6年（1601年）  | 慶応4年（1868年）  | 佐渡裁判所            | |
| 浦賀奉行   | 享保5年（1720年）  | 慶応4年（1868年）  | 横浜裁判所（編入）    | 下記参照。 |
| 下田奉行   | 元和2年（1616年）  | 享保5年（1720年）  | 浦賀奉行（移転）      | 下記参照。 |
| 下田奉行   | 天保13年（1842年） | 天保15年（1844年） | 浦賀奉行（統合）      | 再置。 |
| 下田奉行   | 嘉永7年（1854年）  | 万延元年（1860年） | 浦賀奉行（統合）      | 再置。 |
| 羽田奉行   | 天保13年（1842年） | 弘化元年（1844年） | -----                 | |
| 新潟奉行   | 天保14年（1843年） | 慶応4年（1868年）  | 新潟裁判所            | 下記参照。 |
| 箱館奉行   | 享和2年（1802年）  | 文化4年（1807年）  | 松前奉行（移転）      | 下記参照。設置当初の名称は蝦夷奉行。 |
| 箱館奉行   | 安政3年（1856年）  | 慶応4年（1868年）  | 箱館裁判所            | 再置。下記参照。 |
| 松前奉行   | 文化4年（1807年）  | 文政5年（1822年）  | ----                  | 松前藩の復領に伴う廃止。 |
| 大津奉行   | 元和元年（1615年） | 享保7年（1722年）  | 京都町奉行（統合）    | |
| 清水奉行   | 元和7年（1621年）  | 元禄9年（1696年）  | 駿府町奉行（統合）    | 駿河湾の警衛を管轄。配下に水主50人が所属。職務は駿府町奉行が継承。                                                                      |
| 神奈川奉行 | 安政6年（1859年）  | 慶応4年（1868年）  | 横浜裁判所            | |
| 兵庫奉行   | 元治元年（1864年） | 慶応元年（1865年） | ----                  | 下記参照。 |
| 兵庫奉行   | 慶応3年（1867年）  | 慶応4年（1868年）  | 兵庫裁判所            | 再置。 |

## 備考

### 駿府町奉行
駿府の町政の他、駿河国内の天領の、主に公事方を扱った。駿府の在勤だが、駿府城代ではなく老中の支配に属した。駿府城代と協議して駿府を通行する諸大名諸士の密察、駿河や伊豆の裁判仕置、久能山東照宮の警衛を役務とした。
定員は2名で横内組町奉行と大手町奉行があった。慶長12年（1607年）に設けられて2人が任命されるが、元和2年（1616年）以後しばらく廃職となる。寛永9年（1632年）4月に再置されてから、元禄15年（1702年）9月まで2人体制を継続した。元禄15年（1702年）9月に1人役と改め、横内組を廃止する事となった。役高1,000石・役料は500俵。慶応3年（1867年）には役金1,500両と決められた。城中では芙蓉の間席。配下は与力8騎・同心60人・水主50人。

### 下田奉行・浦賀奉行
下田奉行は、伊豆下田の港の警備、船舶の監督、貨物検査、当地の民政が役務であった。1,000石高の職で役料が1,000俵支給された。定員は1、2名。
当初元和2年（1616年）に伊豆下田に置かれていたが、享保5年（1720年）には江戸湾内の経済活動の活発化に伴って相模浦賀に移転し、当時の下田奉行・堀隠岐守利雄が初代浦賀奉行となる。この時は佐渡奉行の次席、役料は500俵だった。浦賀奉行の定員は時代によって変わった。
浦賀奉行の役務は、江戸湾に入る船舶の監視・積荷の検査・相模や浦賀の民政裁判等を担当した。配下は組頭と与力10騎、同心50人、ただし人数は時代によって変化した。他に、足軽20人、水主頭取11人、足留水主190人がいた。
文化年間になると、日本へ外国船が来航するようになり、浦賀奉行の職務に江戸湾の警備が加わることになった。相模側の警備は、浦賀奉行を中心として、川越藩（非常時には小田原藩も）が援護することとなった。
役高は1,000石で、役料500俵を支給された。嘉永6年（1853年）の黒船来航以後は、重要性が増し、2,000石高となる。慶応3年（1867年）には、従来の足高、役知、役料、役扶持を中止して、役金として1,500両が支給された。
幕末期には外国との交渉の窓口となった。天保13年（1842年）-天保15年（1844年）及び嘉永7年（1854年）-万延元年（1860年）にかけては外国船の来航に備えて下田奉行も再置され、この期間には浦賀・下田の両奉行所が並存していた。主として陸奥会津藩士が赴任した。
浦賀奉行定員数
- 享保5年（1720年） - 文政2年（1819年）、1人
- 文政2年 - 天保13年（1842年）、2人
- 天保13年 - 弘化元年（1844年）、1人
- 弘化元年 - 文久2年（1862年）、2人
- 文久2年 -、1人

### 奈良奉行
興福寺・東大寺など南都の大寺院の監視とその門前町（北町・南町）の支配のため設置。南都町奉行とも呼ばれる。老中支配だが、直接には京都所司代の指揮下にあり、その主要任務は春日大社の警衛と神事であった。
慶長18年（1613年）に設置。定員1、2名。役高1,000石で、役料700俵を支給された。奈良に駐在し、配下は与力7騎と同心30人に牢番1人。奉行所は現・奈良女子大学の敷地内に置かれていた。
江戸幕府以前、豊臣政権時代の天正10年（1582年）にも同名の奉行職はあった。

### 箱館奉行・松前奉行・蝦夷奉行
その役務は、蝦夷地の行政や警固（防衛）であった。病人に対する薬や老人・子供に対する御救米の支給（介抱）と撫育政策（オムシャ）をおこない、松前藩が禁じた和語の使用や和装などを解禁・推奨（和風化政策）した。また、奉行治世時代に全蝦夷地のアイヌ人の宗門人別改帳（戸籍）が作成されるようになった（江戸時代の日本の人口統計も参照）。そのほか場所請負制を改め直捌とし幕吏立会いで商取引の不正を防止。山丹交易を幕府直営とし、航路や道路など交通網の整備もすすんだほか、奥羽諸藩に出兵を命じて各地に陣屋を築き警固した。

#### 第1期幕領時代（1802年 - 1821年）
前期奉行の治世中には寛永通寳鉄銭が広く流通し、高田屋嘉兵衛による択捉航路の開設（北前船も参照）及び近藤重蔵らによる新道開削等がおこなわれ、間宮林蔵らの樺太調査による間宮海峡の確認や、松田伝十郎の山丹交易改革でアイヌの累積債務の支払えない分を肩代わりした。
アダム・ラクスマン来航をはじめとするロシアの南下政策を警戒した幕府は、北辺警固のため松前藩の領地であった東蝦夷地（北海道太平洋岸および北方領土や得撫郡域）を寛政11年（1799年）に仮上知。そして、享和2年（1802年）2月、永久上知の上箱館に蝦夷奉行が設置され、戸川安論・羽太正養の2名が任命され、うち1名が1年交代で箱館に駐在した。同年5月箱館奉行に改称する。文化元年（1804年）宇須岸館（別名・河野館または箱館）跡（現在の元町公園）に奉行所を置き、これに伴い、同地にあった蝦夷地総社・函館八幡宮を会所町（現八幡坂の上）に遷座した。文化2年(1805年)2月に斜里山道(斜里越)を開削した八王子千人隊千人頭原胤敦が箱館奉行支配調役に任ぜられた。原胤敦と配下同心は文化5年(1808年)に八王子に戻る。
文化4年（1807年）、文化露寇を機に、和人地及び西蝦夷地（北海道日本海岸とオホーツク海岸および樺太）も上知、箱館奉行を松前奉行と改め、松前に移転した。また、遠山景晋（遠山景元の父）が西蝦夷地検分を行い、最上徳内が8度目の蝦夷地赴任となったのも、第一次幕領期の文化4年ころであった。樺太は、文化6年（1809年）に西蝦夷地から分立し北蝦夷地に改称された。
ロシアの脅威が収まった文政4年（1821年）、和人地及び全蝦夷地を松前氏に還付し松前奉行は廃止された。

#### 第2期幕領時代（1856年 - 1868年）
後期幕領期には箱館通宝の発行が行われ、前期同様道路開削も行われた。また蝦夷地で流行する疱瘡対策としてアイヌへの種痘なども行った。このころ、アイヌの呼称が「蝦夷」から「土人」に改称された。ちなみに土人とは、「土地の産物」を意味する「土産」と同様、当時「土地の人」や「土地で生まれ育った人」の意味で用いられた言葉で、蝦夷から改称当時の呼称。いまでいう「地元の人」的な意味合いの漢語である。
幕末の箱館開港を機に、乙部村以北と木古内村以東の和人地と全蝦夷地（北州）が再度上知され、安政3年（1856年）再び箱館に箱館奉行が置かれる。開港地箱館における外国人の応対も担当した。定員は2 - 4名で、内1名は江戸詰となる。役高は2,000石で、役料1,500俵、在勤中の手当金700両が支給された。支配組頭に任ぜられた向山源太夫は樺太の調査を行い、その帰途に病死している。このとき配下の松浦武四郎も同行。安政4年（1857年）には、村垣範正が着任、桑田立斎ら種痘の出来る医師が派遣され、アイヌの間で蔓延する天然痘の対策をおこなった。また、村垣は樺太における国境の交渉に備え、日本の行政の北限の確認をおこなっていたが、安政2年（1855年）締結された日露和親条約では、国境は棚上げ先送りとされている。奉行所は、最初は前回同様宇須岸館跡に置かれたが、元治元年（1864年）奉行所を五稜郭へ移転した。

### 新潟奉行
天保14年（1843年）に天領となった新潟周辺の地域を支配するため新設。初代新潟奉行は川村修就。設置の理由は日本海交通の要衝である新潟港の管理であった。その後、開国に当たり新潟が開港地となったため、その重要性が増した。
新潟に駐在し、その民政や、出入船舶の監視、密貿易の取り締まり、海岸警備、海防強化が役務であった。老中支配で、1,000石高、役料1,000俵、慶応3年（1867年）には石高にかかわらず役金2,000両となった。定員1名。

### 兵庫奉行
元治元年（1864年）に小笠原摂津守広業が任じられたのが最初である。翌慶応元年（1865年）に兵庫港が廃止され、兵庫奉行の池野山城守好謙は堺奉行へ転役。慶応3年（1867年）に、兵庫開港となった際に再び設置された。
老中の支配下で、芙蓉の間席。1,000石高、役料現米600石。慶応3年9月には役金3,000両と定められた。慶応4年（明治元年、1868年）の『武鑑』では、2,000石高、役料1,500石と記され、柴田日向守剛中の名が記載されている。配下に支配組頭が付属。

### 日光奉行
慶安元年（1648年）頃から目付2名が30日交替で日光に駐在するようになった。慶安4年（1651年）、三代将軍徳川家光が没し、日光山に葬られた。その柩に扈従して来た梶金兵衛定良は、承応元年（1652年）家光の霊廟定番となり、善女神谷に屋敷を拝領した。明暦元年（1655年）の日光山条目には「山中万事仕置、門跡以差図梶左兵衛佐并目代・両別当可執行之」とあり、輪王寺宮の下で梶および目代・両別当が日光山支配に当たるとされている。元禄11年（1698年）6月8日、87歳で梶定良が没すると、その下僕小野良直が召出され日光御殿番に任じられた。翌7月17日には目付水谷勝阜・久留正清の2名が日光へ遣わされており、日光に駐在する目付は2名に増員された。なお、梶貞良は没後大猷院近くに埋葬され、位牌は龍光院の仏間に祀られている。
そして、五代将軍綱吉の時代、元禄13年（1700年）8月28日に目付井上正清・使番稲葉正能が「新置の職」日光奉行に命じられ、幕府の遠国奉行の一として日光奉行が設置された。定員2名で、1名は日光山に、1名は江戸にあって半年交替であったが、11代将軍家斉の時代の1790年に1年交替となり、幕末の文久以降は定員1名となり日光に常住となった。老中支配下で、従五位下、芙蓉の間席で、1734年には2000石高、職禄500俵。